# Isokvantkurva
En isokvantkurva (från "iso"=lika stor och "kvant"=kvantitet/mängd) är en kurva som visar alla olika kombinationer av produktionsfaktorers kvantiteter som ger samma produktionsvolym. Kurvan visar alltså hur mycket kapital och hur mycket arbete som behövs för att bibehålla samma produktionsmängd. Både arbetet och kapitalet är variabla medan produktionsvolymen är konstant. Om man minskar på kapitalet så måste man höja insatsvaran arbete annars når man inte önskad produktionsmängd.